# Вико ди Сопра (Мачерата)
Вико ди Сопра је насеље у Италији у округу Мачерата, региону Марке.
Према процени из 2011. у насељу је живело 17 становника. Насеље се налази на надморској висини од 566 м.